# رودولف واتسل
رودولف واتسل (انگلیسی: Rudolf Watzl; ۱۴ آوریل ۱۸۸۲ – ۱۵ اوت ۱۹۱۵) ورزشکار اهل اتریش بود.
وی در مسابقات کشوری و بین‌المللی در مجموع برندهٔ ۱ مدال طلا، ۱ مدال برنز شده‌است.